# La Deuxième Nuit
Série Trilogie de la cabane
Les Films rêvés
(2010)
Pour plus de détails, voir Fiche technique et Distribution.
La Deuxième Nuit est un film essai et documentaire belge réalisé par Eric Pauwels, sorti en 2016. 
Dans ce long métrage de 75 minutes, Pauwels fait face à la mort de sa mère. Il revient sur cette relation, et s'intéresse à la vision du monde et du cinéma qu'elle lui a inspiré, en interrogeant son passé, les images et les sons,.  
Il s'agit du dernier volet de la Trilogie de la cabane, composée de Lettre d'un cinéaste à sa fille, des Films rêvés et de La Deuxième Nuit.

## Synopsis
Eric Pauwels interroge l’origine. Dans un premier de façon concrète : le corps de sa mère, qui l'a mis au monde il y a soixante ans, s'étiole avec le temps,.  
Il interroge l'origine du cinéma également, pour lui et dans le monde : Chaplin, qu'il regarde avec elle dans un café, ou cette injonction qu'elle lui fait alors enfant : celle de faire du cinéma si tel est son souhait. Ce conseil, apparemment anodin, porte la marque et le signe de l'émancipation d'une génération de femmes vis-à-vis du mariage, de la maternité et de l'éducation classique.  
Ainsi procède La Deuxième Nuit, entre première et deuxième personne, remémorations de souvenirs et d'objets, ensemble de formats et d'images, qui ne sont pas des memento mori mais des traces de l'écoulement du temps. Brièvement évoqués, d’autres artistes, comme Camus ou Pasolini, s’insèrent dans la mosaïque avec les souvenirs intimes et les associations singulières entre les moments, les objets, les images, caractéristiques du cinéma de Pauwels.

## Fiche technique
Source : Internet Movie Database,
- Titre original : La Deuxième Nuit
- Réalisation : Eric Pauwels
- Photographie : Rémon Fromont, Eric Pauwels, Paul Pauwels, Aurélian Pechmeja, Nicolas François
- Son : Ricardo Castro, Jeanne Debarsy
- Production : RTBF, Stenola Productions, Centre de l’Audiovisuel à Bruxelles, Associate Directors, UMedia
- Montage : Rudi Maerten
- Pays d'origine :  Belgique
- Durée : 75 minutes
- Année de sortie : 2016

## Distinctions
Source : Internet Movie Database,

### Nominations
- Cinéma du réel 2016 : Grand prix pour Eric Pauwels
- Traces de Vies 2016: Compétition Un monde sensible

### Récompenses
- Punto de Vista 2016 : Prix Jean Vigo du Meilleur Réalisateur